# Граль-Мюриц
Граль-Мю́риц (нем. Graal-Müritz) — община в Германии, в земле Мекленбург-Передняя Померания. Входит в состав района Росток. Население составляет 4043 человек (2021). Занимает площадь 8,24 км².
Родина ди-джея Christian Löffler.

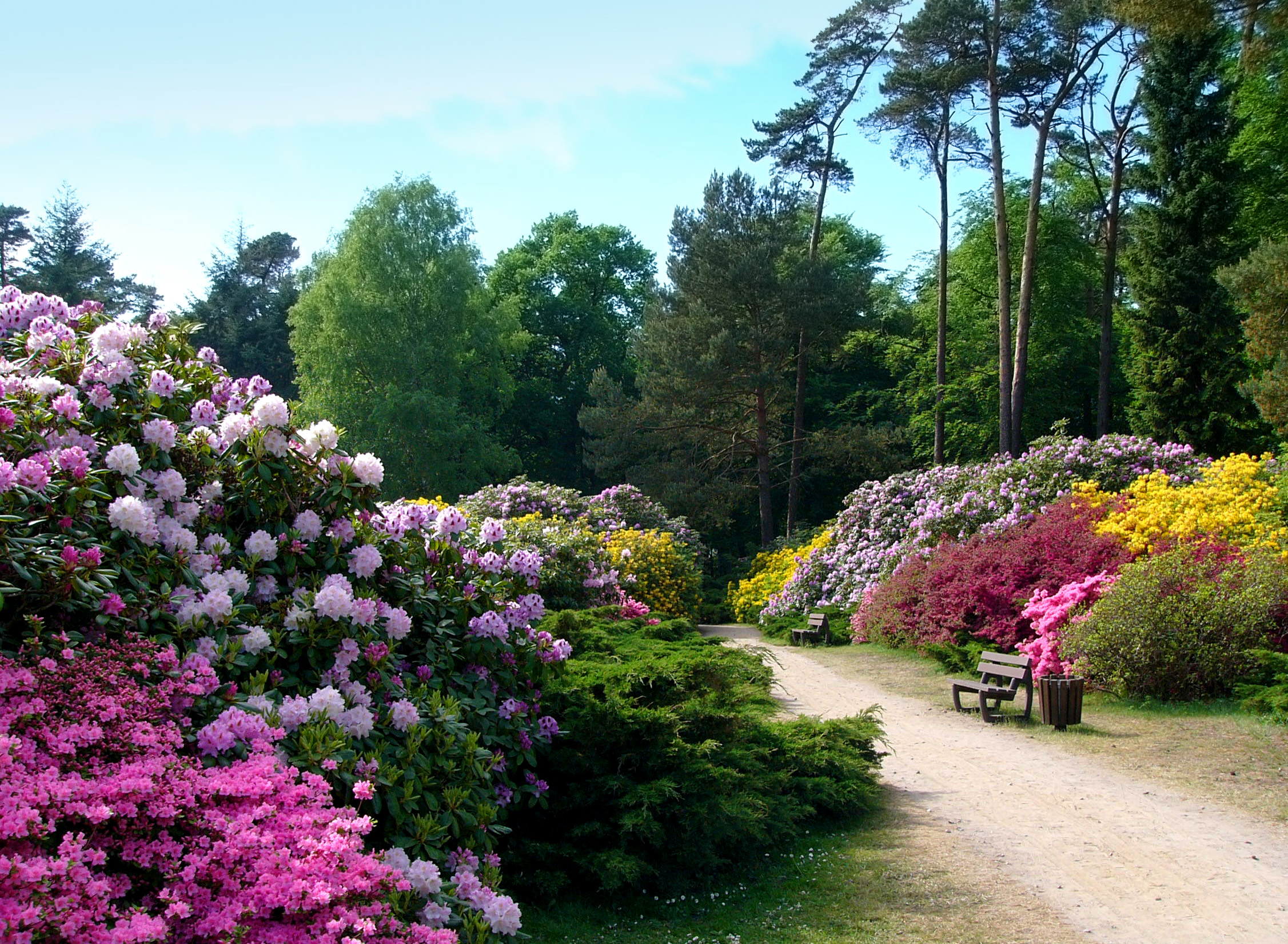
Парк
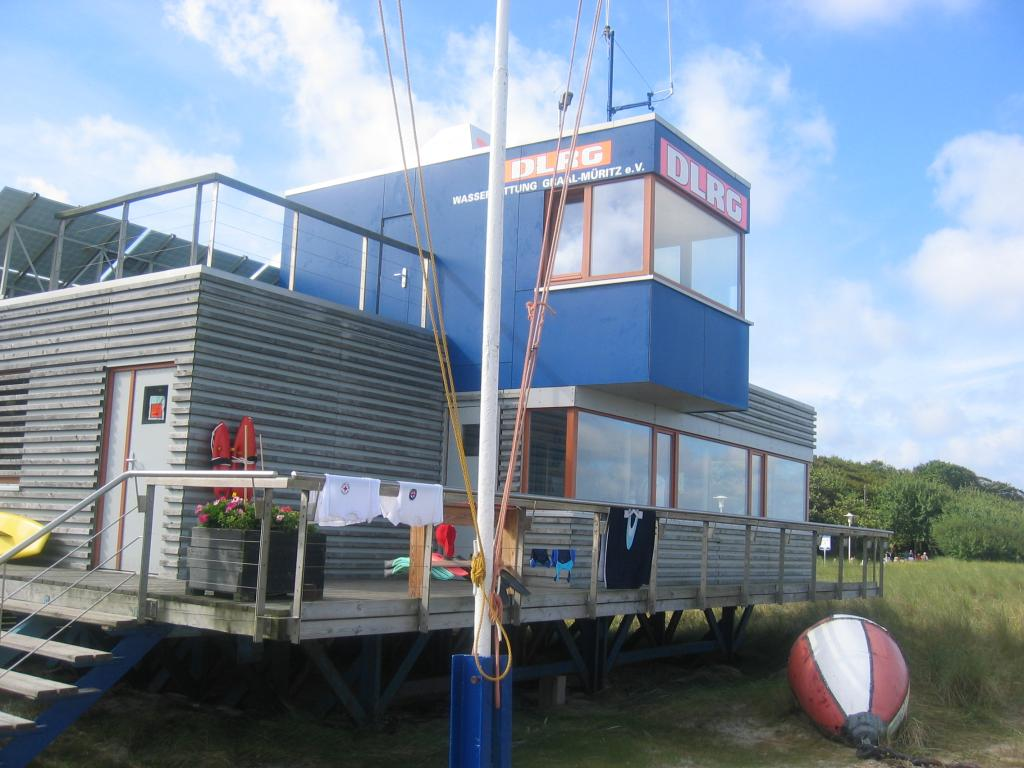
Граль-Мюриц

## Население
| Год  | Численность |
| ---- | ----------- |
| 2010 | 4236        |

| Год  | Численность | Численность |
| ---- | ----------- | ----------- |
| 2014 | 4152        |             |
| 2017 | 4093        | [ 1 ]       |
| 2019 | 4079        | [ 3 ]       |
| 2021 | 4043        | [ 4 ]       |
| 2022 | 4183        | [ 5 ]       |
| 2023 | 4194        | [ 2 ]       |